# اسماعیل بن جعفر
اسماعیل بن جعفر صادق  امام اسماعیلی ششم و جدّ بزرگ اسماعیلیان بود. به او لقب المبارک را نسبت داده‌اند، و بر اساس همین، یکی از نخستین گروه‌های اسماعیلی به نام مبارکیه شناخته شده‌است. اسماعیل فرزند دوم جعفر بن محمد «صادق» و ولی عهد اصلی و منصوب‌شدۀ او بود. وی روابط نزدیکی با گروه‌های در حاشیۀ شیعیان پدرش برقرار کرده بود، علاوه بر اینکه در توطئه‌ای علیه عباسیان دست داشت. سال دقیق وفات اسماعیل و شرایط آن نامعلوم است. طبق سنت اسماعیلی، گفته می‌شود که او پس از وفات پدرش که در سال ۱۴۸ هجری قمری/۷۶۵ میلادی بود، زنده مانده است، اما اکثریت منابع بیان می‌کنند که او پیش از پدر در مدینه درگذشته و قبر او در قبرستان بقیع مدینه، همراه با قبور دیگری در آنجا، توسط وهابی‌ها در قرن نوزدهم و اوایل بیستم تخریب شده است. 
وی فرزند اول یا دوم  جعفر بن محمد «صادق» است. ، و به دلیل نقص در یکی از پاها به «اَعرَج» نیز شهرت دارد. پیروان اسماعیل به «اسماعیلیه» معروف شدند. مادر وی فاطمه، دختر حسین بن حسن بن علی بود. «صادق» به احترام او، در طول حیاتش همسر دیگری اختیار نکرد. تاریخ دقیق تولد او مشخص نیست، اما با توجه به مستندات تاریخی، احتمالاً حدود سال ۱۰۳ هجری قمری متولد شده است.
برخی منابع، به‌ویژه منابع اسماعیلی، مدعی هستند که او پس از درگذشت جعفر «صادق» (۱۴۸ یا ۱۵۸ ق.) در بصره می‌زیسته است. در مقابل، اکثر منابع امامیه و حتی برخی متون اسماعیلی، تاریخ وفات او را پیش از پدر (حدود ۱۳۳ یا ۱۳۸ ق.) ذکر کرده‌اند. دفتری احتمال میدهد مرگ اسماعیل بین سال‌های ۱۴۵–۱۳۶ ق. (۱۴۲–۱۳۲ ش.) باشد.
به روایت بسیاری از منابع اسماعیلی و غیر اسماعیلی، «صادق» برای اثبات مرگ او، چندین بار جنازه‌اش را به نمایش گذاشت و حتی نماینده‌ای برای انجام مناسک حج به جای او فرستاد تا شایعات درباره امامت وی پس از خود را رد کند.

## در نگاه دیگران

### اسماعیلیه
او را به عنوان امام و حتی مهدی موعود می‌شناسند و روایاتی اسطوره‌گونه درباره‌اش نقل می‌کنند.

### امامیه
برخی او را محدث و فقیهی مورد اعتماد دانسته‌اند، در حالی که برخی دیگر به ارتباطش با غالیان (تندروان شیعه) مانند ابوالخطاب و مفضل بن عمر اشاره دارند.

## پیامدهای پس از وفات
مسئله امامت او موجب انشعاب در میان شیعیان شد و حتی زیدیه از این موضوع برای زیر سؤال بردن امامت جعفر «صادق» استفاده کردند.

عمده پیروانش مرگ او را نپذیرفتند و معتقد بودند وی همچنان در بصره زندگی می‌کند.

## جایگاه در علم رجال و حدیث
در کتب رجالی، هم روایات موافق (به عنوان راوی احادیث «باقر» و «صادق») و هم روایات مخالف (به دلیل ارتباط با غُلات) درباره او وجود دارد.

## پیدایش اسماعیلیه
اختلاف میان شیعیان اسماعیلی و دوازده‌امامی در زمان حیات جعفر «صادق» و پس از آن رخ داد. ابتدا، بر اساس قاعده «امامت به پسر ارشد می‌رسد»، گمان می‌رفت که اسماعیل بن جعفر امام بعدی خواهد بود. اما به روایت اکثر منابع امامیه مرگ نابه‌هنگام اسماعیل پیش از پدرش، به دودستگی‌ها و اختلافات گسترده‌ای در میان پیروان جعفر بن محمد انجامید. این رویداد چنان تأثیرگذار بود که وی گفت:  
من تاکنون هیچ بَدایی را مانند آنچه درباره اسماعیل رخ داد، ندیده‌ام.
مبارکیه — از اولین شاخه‌های اسماعیلیه — در ابتدا از پیروان اسماعیل بودند، و پس از مرگ او، فرزندش محمد بن اسماعیل را به عنوان امام پذیرفتند. با این حال، مبارکیه به‌عنوان یکی از نام‌های اولیه اسماعیلیه به کار می‌رفت؛ اصطلاحی که بعدها توسط محققان فرقه‌های اسلامی استفاده شد.
شاخه‌ای از مبارکیه بعدها به اسماعیلیان فاطمی تبدیل شد و خط امامت را در نسل‌های پس از «مبارک» ادامه داد، در حالی که او را به عنوان ششمین امام به رسمیت می‌شناختند. این ترتیب شمارش امامت بعدها در میان شاخه‌های مختلف اسماعیلی حفظ شد.

## آرامگاه او
اکثر منابع، من جمله دفتری در کتاب تاریخ و عقاید اسماعیلیه، معتقدند او قبل از پدرش در محدوده سال‌های ۱۳۸–۱۳۳ ق. (۱۳۵–۱۲۹ شمسی) در روستای عُرَیض (نزدیک مدینه) درگذشت. محمد «باقر» این زمین را خریده بود و جعفر «صادق» در آنجا باغی داشت که گاه با فرزندان خود به آنجا می‌رفتند.
پس از انتقال پیکر اسماعیل به مدینه، او را در قبرستان بقیع به خاک سپردند. برخی منابع محل دفن او را نزدیک قبر عباس، عموی محمد، پیامبر اسلام، و خانه‌ی «زین‌العابدین» ذکر کرده‌اند. در دوران خلافت فاطمیان (که اسماعیلی مذهب بودند)، آرامگاهی باشکوه با گنبدی سفید بر قبر او بنا شد. این آرامگاه در حصار شرقی مدینه قرار داشت و زائران از درگاهی مخصوص به آنجا وارد می‌شدند. در مجاورت آن، مسجد کوچکی منسوب به «سجاد» نیز وجود داشت.
سَمهودی، تاریخ‌نگار مدینه، از دو کتیبه در این آرامگاه یاد کرده است: یکی درباره‌ی بازسازی آن در سال ۵۴۶ ق. (۵۳۱–۵۳۰ ش.) و دیگری درباره‌ی وقف باغی در غرب آرامگاه. عیاشی (از علمای شیعه) نیز گزارش داده که زائران بسیاری، به ویژه از عراق، با گفتن عباراتی مانند «السَّلَامُ عَلَیْکَ یَا سَیِّدَنَا إِسْمَاعِیل» به زیارتش می‌آمدند.
در کنار آرامگاه، چاهی منسوب به «سجاد» قرار داشت که برخی فرقه‌های شیعه، از قبیل ناووسیه، آن را مرتبط با غیبت جعفر «صادق» می‌پنداشتند. زائران از آب این چاه برای تبرک و طلب شفا استفاده می‌کردند.
با قدرت گرفتن وهابیان در مدینه، این آرامگاه، مانند بسیاری دیگر، ویران شد. گزارش‌های دهه‌های اخیر نشان می‌دهد که آرامگاه اسماعیل تا حدی پابرجا بود، اما در سال ۱۳۹۴ ق. (۱۳۵۳–۱۳۵۲ ش.) با توسعه‌ی خیابان‌های اطراف بقیع، بخشی از آن تخریب گردید. شایعاتی درباره‌ی سالم ماندن پیکر اسماعیل مطرح شد، و گفته می‌شود جسد او به درون بقیع منتقل شده است؛ با این حال، محل دقیق دفن او نامعلوم است (احتمالاً نزدیک آرامگاه ام‌البنین، درگذشتگان حَرّه، یا حَلیمه سَعدیه).
اما برخی از منابع اسماعیلی معتقدند وی در محدوده ۱۵۸–۱۴۸ ق. (۱۵۴–۱۴۳ ش.) درگذشت و در سَلَمیه، واقع در سوریه، در «مقام‌الامام» دفن شد.

## پی‌نوشت
1. ↑  دفتری، فرهاد (۲۰۱۶). معجم التاریخ الإسماعیلی [دانشنامه تاریخ اسماعیلی] (به عربی). ترجمهٔ سیف‌الدین قصیر (ویراست اول). بیروت: دار الساقی. ص. ۸۸. شابک ۹۷۸۶۱۴۴۲۵۸۵۰۷.
2. ↑  تاریخ و عقاید اسماعیلیه. ص. ۱۱۳.
3. 1 2 3 4 5 6 7 8 9 10 11 12 13 14 15  حبیبی مظاهری، مسعود. «اسماعیل بن جعفر». مرکز دائرةالمعارف بزرگ اسلامی.
4. 1 2 3 4 5 6 7 8 9 10 11 12 13 14 15  قرائتی، حامد. «اسماعیل بن جعفر». دانشنامه حج و حرمین شریفین.
5. ↑  تاریخ و عقاید اسماعیلیه. ص. ۱۱۷.
6. 1 2 3  تاریخ و عقاید اسماعیلیه. ص. ۱۱۶.
7. ↑  «دانشنامه مدفن». بایگانی‌شده از اصلی در ۱ ژوئن ۲۰۱۲. دریافت‌شده در ۳ ژوئن ۲۰۱۶.
8. ↑  همان غالیان
9. ↑  Firaq al-Shia. ص. ۱۲۳.
10. ↑  Firaq al-Shia. صص. ۱۲۲–۱۴۲.
11. ↑  Brief history of the Shia Ismaili Imams. صص. ۲۴–۲۵.
12. ↑  The Imāmi Shi'i movement in the time of Mūsā al-Kāẓim and 'Ali al-Riḍa. صص. ۵۱–۵۲.

## کتابشناسی
1. دفتری، فرهاد (۱۳۸۶) [۱۳۷۵]. The Isma'ilis: their history and doctrines [تاریخ و عقاید اسماعیلیه]. چاپ پنجم. ترجمهٔ فریدون بدره‌ای. تهران: نشر و پژوهش فرزان روز.
2. بویوکّارا، مِحمِت‌علی (۱۹۹۷). The Imāmi Shi'i movement in the time of Mūsā al-Kāẓim and 'Ali al-Riḍa [جنبش شیعه امامی در زمان موسی کاظم و علیِ رضا]. اِدینبِرگ: انتشارات دانشگاه اِدینبِرگ.
3. نوبختی، حسن بن موسی (۲۰۰۷). Firaq al-Shia [فرقه‌های شیعه]. ترجمهٔ عباس کاظم. لندن: انتشارات آی‌سی‌اِی‌اِس.
4. تَجددین، مُمتازعَلی (۲۰۰۹). Brief history of the Shia Ismaili Imams [تاریخ اِجمالی امامان شیعه اسماعیلی]. کراچی.